# Qasr Mushatta

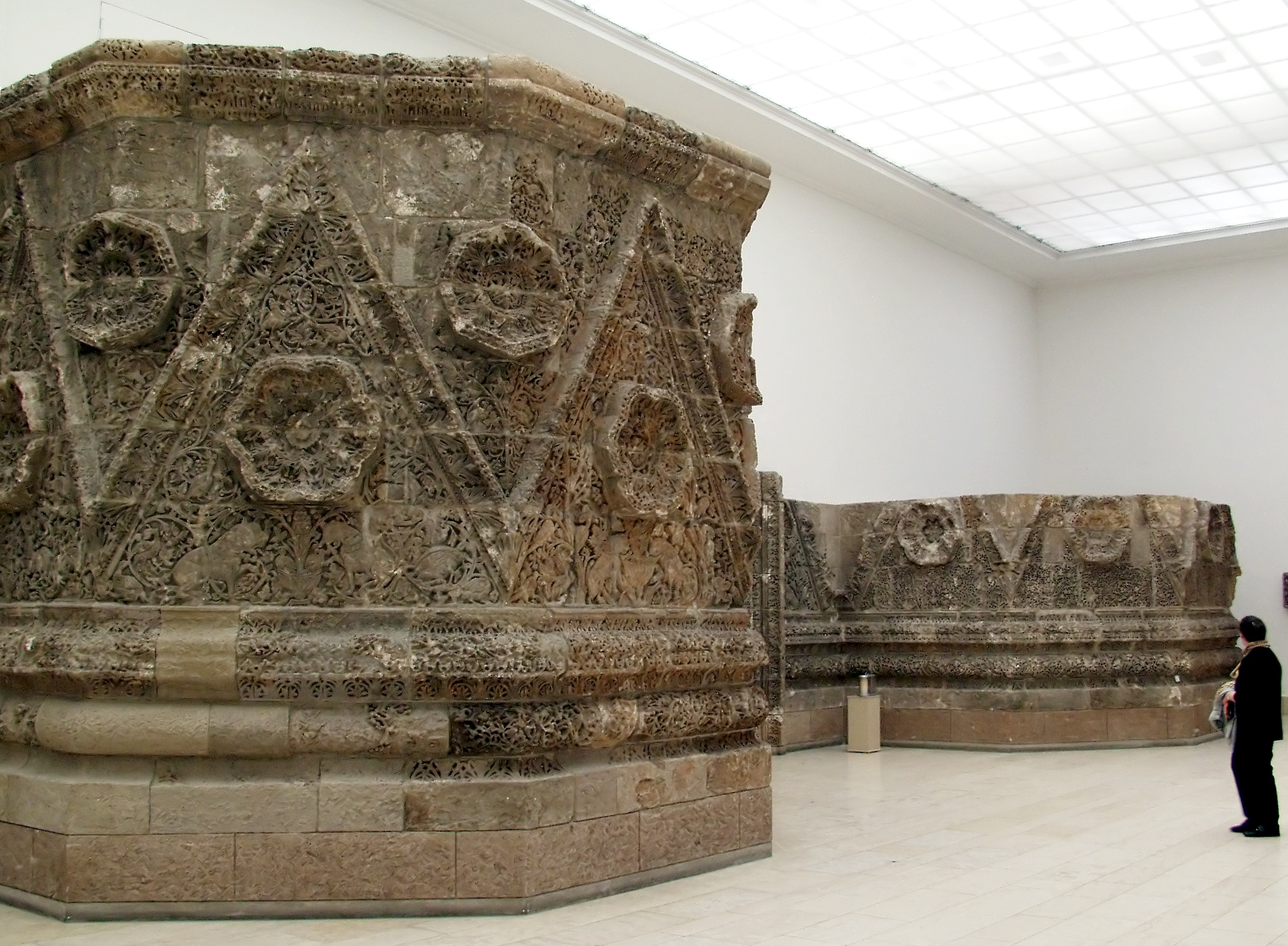
del av fasaden, Pergamonmuseet

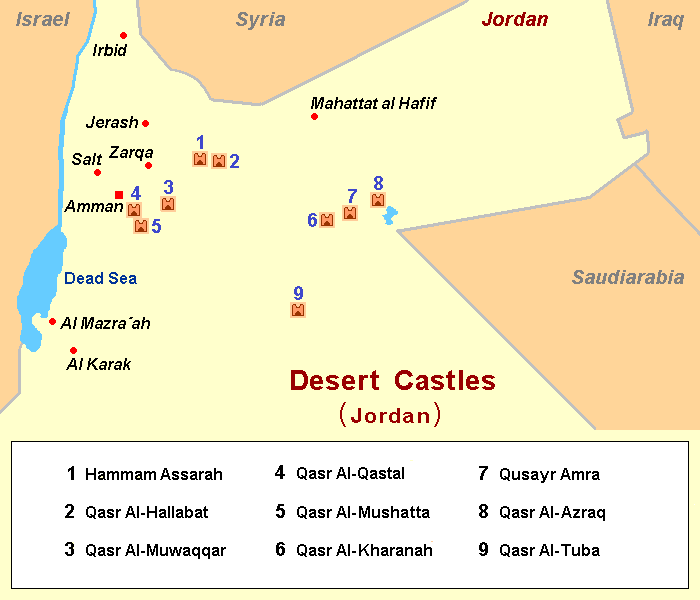
Lägeskarta över de jordanska ökenslotten

Qasr al-Mushatta (även Quṣayr Al-Mushatta och Qasr al-Mshatta,arabiska قصر المشتى) är en ökenborg i södra Jordanien. Det är ett av de kvarvarande Ökenslotten i Jordanien, byggnaden är upptagen på UNESCOs lista över tentativa världsarv. Qasr betyder palats eller borg.

## Byggnaden
Ökenslottet ligger i Huvudstadsprovinsen, cirka 35 km sydöst om huvudstaden Amman och cirka 10 km sydöst om Al-Qastal. Området ligger intill flygplatsen Queen Alia International Airport.
Byggnaden är huvudsakligen uppfört i kalkstenblock och tegelsten med en omgivande mur och 25 vakttorn kring en fyrkantig huvudbyggnad. Hela byggnaden mäter cirka 144 meter x 144 meter och är utsmyckad med detaljerade stendekorationer och välvda tak. Byggnaden har en entréportal och på borggården står en moské traditionellt placerad till höger om ingången. 
Byggstilen har influenser av byzantinsk, sasanidisk, koptisk och islamisk arkitektur med en sektionering om tre enheter som återkommande tema. Byggnadens konstruktion har stora likheter med ökenslottet Qasr Tuba.
Den treskeppiga hallen, som tycks ha tjänstgjort som tronsal, utmynnar i en korliknande avslutning med tre absider. Till denna ansluter sig till höger och vänster två tunnvalv med tilltryckta spetsbågar av det slag som är karakteristiskt för den persiska och längre fram för den islamiska konsten.
Liksom i de sasanidiska byggnaderna är teglen här lagda i vertikala rader som följer valvets profil. Till den treskeppiga hallen leder en tredelad dörrfasad vars friser övergår från det horisontella till det vertikala planet och kröns av en glättad valk. Denna ombrytning förekommer redan på assyriska minnesmärken och uppträder även senare i den islamska konsten. Hallpelarna uppbär kapitäler av importerad marmor, övermålade med de mesopotamiska älsklingsfärgerna blått och gult. Triumfbågens kapitäler och praktfasadens botten visar mönster som erinrar om spetsar eller mattor. Hallfasaden uppvisar samma akantusmotiv som pelarna men hållet mer i svart. För tronsalen är de av pelare flankerade nischerna karakteristiska. De återkommer senare i moskéernas bönenischer.

## Historia
Qasr Mushatta uppfördes under Umayyadernas Kalifat under kalifen Al-Walid II kring år 743 men blev aldrig färdigställd. Bygget var troligen tänkt som en central karavanstation.
Delar av den dekorerade stenfasaden skänktes år 1904 av den dåvarande turkiske sultanen Abd ül-Hamid II till den dåvarande tyske kejsaren Wilhelm II och finns idag i Pergamonmuseet i Berlin. Det praktiska flyttarbetet leddes av österrikiske konsthistorikern Josef Strzygowski.
2001 uppsattes platsen på UNESCO:s tentativa världsarvslistan.